# Почесний громадянин Сум
Звання «Почесний громадянин міста» було введене у 1832 році в Російській імперії. Першим почесним громадянином міста Сум був Дмитро Миколайович Кропоткін. В 1917 р. звання «Почесний громадянин» було скасовано як буржуазне. Хоча ідея нагороди окремих особистостей за певний вклад у розвиток міста залишилась. З роками воно відродилось. Звання «Почесний громадянин міста» Сумська міська Рада народних депутатів за часів радянської влади присвоювала кілька раз.

## Почесні громадяни
| №    | Портрет | Ім'я                              | Рід діяльності | Дата присвоєння звання | Примітки                                                                            |
| ---- | ------- | --------------------------------- | --- | ---------------------- | ----------------------------------------------------------------------------------- |
| 1.   |         | Дмитро Миколайович Кропоткін      | Харківський губернатор | 1873                   |                                                                                     |
| 2.   |         | Дмитро Андрійович Толстой         | Міністр народної освіти | 1874                   |                                                                                     |
| 3.   |         | Дмитро Іванович Суханов           | Комерційний радник | 1882                   |                                                                                     |
| 4.   |         | Віктор Іванович Золотницький      | Таємний радник | 1887                   |                                                                                     |
| 5.   |         | Іван Герасимович Харитоненко      | | 1891                   |                                                                                     |
| 6.   |         | Павло Іванович Харитоненко        | | 1898                   |                                                                                     |
| 7.   |         | Мартиросян Саркис Согомонович     | Командир 50-го стрілецького корпусу, Герой Радянського Союзу, генерал |                        |                                                                                     |
| 8.   |         | Мельников Іван Іванович           | Командир 167-ї Сумсько-Київської стрілецької дивізії |                        |                                                                                     |
| 9.   |         | А. Протопопов                     | Заступник командира 1140-го полку з політичної частини |                        |                                                                                     |
| 10.  |         | Філіпченко Анатолій Васильович    | Льотчик-космонавт СРСР | 1971                   |                                                                                     |
| 11.  |         | Кожедуб Іван Микитович            | Тричі Герой Радянського Союзу (1944, 1944, 1945). Маршал авіації (1985) | 1971                   |                                                                                     |
| 12.  |         | Лушпа Михайло Панасович           | Голова Сумського обласного виконавчого комітету (грудень 1962 — грудень 1964 рр.(промислового)) | 1994                   |                                                                                     |
| 13.  |         | Голубничий Володимир Степанович   | Український легкоатлет, який спеціалізувався в ходьбі, олімпійський чемпіон, рекордсмен світу | 1995                   |                                                                                     |
| 14.  |         | Єпіфанов Анатолій Олександрович   | Представник президента у Сумській області — 23 березня 1992 — липень 1994 | 2002                   |                                                                                     |
| 15.  |         | Стельмах Володимир Семенович      | Голова Національного банку України, радник Президента України | 2002                   |                                                                                     |
| 16.  |         | Лук'яненко Володимир Матвійович   | голова правління ВАТ «Сумське машинобудівне науково-виробниче об'єднання» | 2002                   | позбавлений звання згідно з рішенням Сумської міської ради від 28.02.2025 № 5360-МР |
| 17.  |         | Кравченко Олександр Йосипович     | керівник ВАТ «Сумихімпром» | 2002                   |                                                                                     |
| 18.  |         | Бондаренко Анатолій Дмитрович     | голова виконкому Сумської міської Ради народних депутатів, голова виконкому Сумської обласної Ради народних депутатів | 2002                   |                                                                                     |
| 19.  |         | Андронов Олександр Миколайович    | голова Сумської міської Ради | 2002                   |                                                                                     |
| 20.  |         | Шапаренко Олександр Максимович    | Дворазовий Олімпійський чемпіон, заслужений майстер спорту СРСР з веслування на байдарці, учасник трьох Олімпіад, багаторазовий чемпіон світу та Європи | 2002                   |                                                                                     |
| 21.  |         | Журавльов Юрій Степанович         | голова виконкому Сумської міської Ради народних депутатів | 2002                   |                                                                                     |
| 22.  |         | Заєць Володимир Володимирович     | | 2002                   | за особистим зверненням колар не вручено                                            |
| 23.  |         | Братушка Олексій Сергійович       | Герой Небесної Сотні | 2014                   | посмертно                                                                           |
| 24.  |         | Аніщенко Олександр Григорович     | Український спецпризначенець, підполковник групи «Альфа» Служби безпеки України. Заступник начальника сумського підрозділа «Альфи». Загинув в ході антитерористичної операції в Слов'янську (Донецька область).                                             | 2014                   | посмертно                                                                           |
| 25.  |         | Сумбатов Рубен Ашотович           | доктор технічних наук, академік Академії будівництва, «Заслужений будівельник України», перший повний кавалер ордена «За заслуги» в будівельній галузі Сумської області                                                                                     | 2014                   |                                                                                     |
| 26.  |         | Табала Сергій Олександрович       | Кіборг, Герой російсько-української війни | 2014                   | посмертно                                                                           |
| 27.  |         | Ткаченко Олександр Григорович     | капітан МВС України, посмертно — майор, Герой російсько-української війни | 2015                   | посмертно                                                                           |
| 28.  |         | Батеха Василь Панасович           | Герой Радянського Союзу | 2015                   |                                                                                     |
| 29.  |         | Семеренко Валентина Олександрівна | заслужений майстер спорту України, член національної збірної команди України з біатлону | 2015                   |                                                                                     |
| 30.  |         | Семеренко Віта Олександрівна      | заслужений майстер спорту України, член національної збірної команди України з біатлону | 2015                   |                                                                                     |
| 31.  |         | Петрова Олена Юріївна             | заслужений майстер спорту України, член національної збірної команди України з біатлону | 2015                   |                                                                                     |
| 32.  |         | Атаманюк Роман Олександрович      | солдат Збройних сил України, Герой російсько-української війни | 2015                   | посмертно                                                                           |
| 33.  |         | Реута Андрій Олександрович        | солдат резерву 2-го батальйону спеціального призначення НГУ «Донбас», Герой російсько-української війни | 2015                   | посмертно                                                                           |
| 34.  |         | Савченко Максим Сергійович        | капітан, Герой російсько-української війни | 2015                   | посмертно                                                                           |
| 35.  |         | Гольченко Ігор Іванович           | солдат окремого загону спецпризначення «Азов», Герой російсько-української війни | 2015                   | посмертно                                                                           |
| 36.  |         | Лісовенко Дмитро Іванович         | солдат Збройних сил України, Герой російсько-української війни | 2015                   | посмертно                                                                           |
| 37.  |         | Андра Руслан Романович            | сержант Збройних сил України, Герой російсько-української війни | 2015                   | посмертно                                                                           |
| 38.  |         | Куценко Сергій Вікторович         | солдат Збройних сил України, Герой російсько-української війни | 2015                   | посмертно                                                                           |
| 39.  |         | Фоменко Михайло Іванович          | український футболіст, колишній головний тренер національної збірної України (2012—2016). Гравець збірної СРСР (1972—1977). Заслужений майстер спорту СРСР                                                                                                  | 2016                   |                                                                                     |
| 40.  |         | Сапун Семен Семенович             | український революціонер-підпільник. Лідер Сумської обласної мережі ОУН (б). Голова товариства «Просвіта» у м. Суми | 2016                   | посмертно                                                                           |
| 41.  |         | Бей Віталій Миколайович           | старший лейтенант Збройних сил України, Герой російсько-української війни | 2016                   | посмертно                                                                           |
| 42.  |         | Осипов Микола Іванович            | старший лейтенант Збройних сил України, Герой російсько-української війни | 2016                   | посмертно                                                                           |
| 43.  |         | Завальний Ігор Юрійович           | старший солдат Збройних сил України, Герой російсько-української війни | 2016                   | посмертно                                                                           |
| 44.  |         | Калюжний Олексій Володимирович    | молодший сержант Збройних сил України, Герой російсько-української війни | 2016                   | посмертно                                                                           |
| 45.  |         | Карташов Михайло Митрофанович     | ветеран Другої світової війни, директор виробничого обєднання готельного господарства міста Суми | 2016                   | посмертно                                                                           |
| 46.  |         | Ніколаєнко Микола Михайлович      | молодший сержант Збройних сил України, Герой російсько-української війни | 2016                   | посмертно                                                                           |
| 47.  |         | Самосадов Олександр Сергійович    | солдат Збройних сил України, Герой російсько-української війни | 2016                   | посмертно                                                                           |
| 48.  |         | Степанець Андрій Миколайович      | солдат Збройних сил України, Герой російсько-української війни | 2016                   | посмертно                                                                           |
| 49.  |         | Маслянка Віталій Іванович         | сержант Збройних сил України, Герой російсько-української війни | 2016                   | посмертно                                                                           |
| 50.  |         | Пархоменко Сергій Леонідович      | солдат Збройних сил України, Герой російсько-української війни | 2016                   | посмертно                                                                           |
| 51.  |         | Абрютін Сергій Миколайович        | солдат Збройних сил України, Герой російсько-української війни | 2017                   | посмертно                                                                           |
| 52.  |         | Деркач Володимир Федорович        | військовий диригент, педагог. Генерал-майор. Лауреат міжнародних конкурсів. Народний артист України | 2018                   |                                                                                     |
| 53.  |         | Абрамітов Артур Юрійович          | солдат Збройних сил України, Герой російсько-української війни | 2018                   | посмертно                                                                           |
| 54.  |         | Маріанне Піффарретті              | голова Благодійного фонду «Verein Help-Point Sumy» | 2020                   |                                                                                     |
| 55.  |         | Ємець Олександр Михайлович        | Заслужений лікар України, з 20 жовтня 1997 року по 2020 рік очолював комунальне некомерційне підприємство «Дитяча клінічна лікарня Святої Зінаїди» Сумської міської ради                                                                                    | 2021                   | посмертно                                                                           |
| 56.  |         | Красовицький Зиновій Йосипович    | професор, доктор медичних наук, Заслужений лікар України, засновник Сумської обласної інфекційної лікарні | 2021                   | посмертно                                                                           |
| 57.  |         | Васильєв Анатолій Васильович      | Заслужений працівник освіти України, з 2004 по 2021 – ректор Сумського державного університету | 2021                   |                                                                                     |
| 58.  |         | Авраменко Андрій Миколайович      | солдат Збройних сил України, Герой російсько-української війни | 2022                   | посмертно                                                                           |
| 59.  |         | Курасов Євгеній Олександрович     | сержант Збройних сил України, Герой російсько-української війни | 2022                   | посмертно                                                                           |
| 60.  |         | Мордванюк Олександр Васильович    | ініціатор створення та командир 15 окремого стрілецького батальйону ЗСУ «Суми» | 2022                   |                                                                                     |
| 61.  |         | Кулик Олександр Васильович        | тренер з велоспорту, заслужений тренер України, керівник КДЮСШ «Україна», старший навідник мінометного розрахунку мінометної батареї | 2022                   | посмертно                                                                           |
| 62.  |         | Клочко Костянтин Миколайович      | молодший лейтенант Збройних сил України | 2023                   | посмертно                                                                           |
| 63.  |         | Бєлявський Олександр Олегович     | | 2023                   | посмертно                                                                           |
| 64.  |         | Степаненко Євгеній Вікторович     | | 2023                   | посмертно                                                                           |
| 65.  |         | Цедік Георгій Михайлович          | | 2023                   | посмертно                                                                           |
| 66.  |         | Кукленко Роман Віталійович        | | 2023                   | посмертно                                                                           |
| 67.  |         | Цибулько Юрій Віталійович         | | 2023                   | посмертно                                                                           |
| 68.  |         | Базін Максим Євгенович            | старший лейтенант медичної служби | 2023                   | посмертно                                                                           |
| 69.  |         | Дубицький Олег Юрійович           | | 2023                   | посмертно                                                                           |
| 70.  |         | Маслов Богдан Олександрович       | гранатометник 2-ої спеціальної роти військової частини А4270 Збройних Сил України | 2023                   | посмертно                                                                           |
| 71.  |         | Бобров Віктор Васильович          | водій-стрілець 2-ої спеціальної роти військової частини А4270 у званні «старший солдат» | 2023                   | посмертно                                                                           |
| 72.  |         | Ніколаєнко Михайло Анатолійович   | гранатометник 1-го відділення 1 спеціального взводу 2-ї спеціальної роти військової частини А 4270 | 2023                   | посмертно                                                                           |
| 73.  |         | Пересадько Сергій Олександрович   | гранатометника 3-го відділення 3 взводу 2-ї спеціальної роти військової частини А 4270 | 2023                   | посмертно                                                                           |
| 74.  |         | Варенко Дмитро Олександрович      | «стрілець-санітар» військової частини А7099 | 2023                   | посмертно                                                                           |
| 75.  |         | Ворона Артур Олександрович        | розвідник (старший кулеметник) 1-го відділення 2-ої бойової групи розвідки спеціального призначення ОЗСП «Азов», старший солдат | 2023                   | посмертно                                                                           |
| 76.  |         | Мовчан Руслан Миколайович         | старший водій мінометного розрахунку №1, сержант | 2023                   | посмертно                                                                           |
| 77.  |         | Шерстюк Владислав Валерійович     | | 2023                   | посмертно                                                                           |
| 78.  |         | Коржан Олександр Іванович         | | 2023                   | посмертно                                                                           |
| 79.  |         | Маркаров Євгеній Георгійович      | молодший сержант, оператор дронів 5-ої окремої штурмової бригади військової частини А4010 | 2023                   | посмертно                                                                           |
| 80.  |         | Лишенко Євген Сергійович          | | 2023                   | посмертно                                                                           |
| 81.  |         | Костенко Станіслав Олегович       | | 2023                   | посмертно                                                                           |
| 82.  |         | Наріжний Максим Сергійович        | санітар-стрілець штурмового відділення штурмового взводу 1-ї штурмової роти 46-го окремого батальйону спеціального призначення «Донбас-Україна» 54-ої окремої механізованої бригади Оперативного командування «Схід» Сухопутних військ Збройних Сил України | 2023                   | посмертно                                                                           |
| 83.  |         | Пономарьов Юрій Анатолійович      | розвідник розвідувального взводу військової частини А 4270 у званні «солдат» | 2023                   | посмертно                                                                           |
| 84.  |         | Антонов Анатолій Павлович         | командир взводу розвідників 211-го окремого спеціального батальйону в/ч А 4270, старший лейтенант (посмертно) | 2023                   | посмертно                                                                           |
| 85.  |         | Набок Ігор Юрійович               | сержант 131-го батальйону 24-ї окремої механізованої бригади імені короля Данила | 2023                   | посмертно                                                                           |
| 86.  |         | Литвиненко Олександр Леонідович   | навідник 1-го механізованого відділення 1-го механізованого взводу 4-ї механізованої роти 2-го механізованого батальйону у званні «старший солдат» | 2023                   | посмертно                                                                           |
| 87.  |         | Безвесельний Олег Валерійович     | снайпер – розвідник у званні «молодший сержант» 58-ої окремої мотопіхотної бригади імені гетьмана Івана Виговського | 2023                   | посмертно                                                                           |
| 88.  |         | Куриленко Володимир Юрійович      | навідник другого механізованого батальйону четвертої механізованої роти другого механізованого взводу окремої Президентської бригади імені Гетьмана Богдана Хмельницького Збройних Сил України                                                              | 2023                   | посмертно                                                                           |
| 89.  |         | Буйвал Дмитро Володимирович       | старший оператор протитанкового відділення протитанкового взводу роти вогневої підтримки 106-ої окремої бригади Територіальної оборони | 2023                   | посмертно                                                                           |
| 90.  |         | Гончар Андрій Михайлович          | боєць Сумського добровольчого формування № 7 | 2023                   | посмертно                                                                           |
| 91.  |         | Дмітрієв Андрій Сергійович        | головний сержант 12-ї аеромобільної роти 4-го аеромобільного батальйону військової частини А4350 | 2023                   | посмертно                                                                           |
| 92.  |         | Воронін Геннадій Юрійович         | командир взводу управління командира батареї мінометної батареї 2-го батальйону оперативного призначення військової частини 3017, старший лейтенант | 2023                   | посмертно                                                                           |
| 93.  |         | Бєлашов Богдан Олегович           | навідник 1-го механізованого відділення 2-го механізованого взводу 3-ї механізованої роти 2-го механізованого батальйону 3-ї окремої штурмової бригади | 2023                   | посмертно                                                                           |
| 94.  |         | Оніщенко Олександр Валерійович    | навідник 1-го десантно-штурмового відділення 1-го десантно-штурмового взводу 7-ї десантно-штурмової роти 2-го десантно-штурмового батальйону (в/ч А0284) у званні «старший солдат»                                                                          | 2023                   | посмертно                                                                           |
| 95.  |         | Бабак Олександр Юрійович          | стрілець-помічник гранатометника відділення спеціального призначення взводу спеціального призначення роти спеціального призначення в/ч А4626, у званні «солдат»                                                                                             | 2023                   | посмертно                                                                           |
| 96.  |         | Горбач Сергій Володимирович       | солдат 24-го окремого штурмового батальйону «Айдар» Збройних Сил України | 2023                   | посмертно                                                                           |
| 97.  |         | Грищенко Євген Олександрович      | заступник командира бойової машини механізованого відділення механізованого взводу механізованої роти військової частини А7317 | 2023                   | посмертно                                                                           |
| 98.  |         | Кобченко Ілля Віталійович         | гранатометник 1-го відділення інспекторів прикордонної служби 1-ї прикордонної застави 4-го відділу прикордонної служби прикордонної комендатури швидкого реагування, головний сержант (посмертно)                                                          | 2023                   | посмертно                                                                           |
| 99.  |         | Коханий Артем Миколайович         | | 2023                   | посмертно                                                                           |
| 100. |         | Прокопенко Руслан Павлович        | | 2023                   | посмертно                                                                           |
| 101. |         | Скаржинський Костянтин Євгенович  | командир бойової машини – командира 3-го механізованого відділення 2-го механізованого взводу 3-ї механізованої роти 2-го механізованого батальйону 3-ї окремої штурмової бригади військової частини А 4638 у званні «молодший сержант»                     | 2023                   | посмертно                                                                           |
| 102. |         | Тарасенко Даниіл Олегович         | | 2023                   | посмертно                                                                           |
| 103. |         | Ярмак Нікіта Сергійович           | | 2023                   | посмертно                                                                           |
| 104. |         | Шинкаренко Олександр Вікторович   | гранатометник третього мотопіхотного відділення мотопіхотної роти військової частини А 4532 механізованих військ України, старший солдат | 2024                   | посмертно                                                                           |
| 105. |         | Сєріков Максим Ілліч              | командир мінометної батареї механізованого батальйону 72-ї окремої механізованої бригади оперативного командування «Північ» Сухопутних військ Збройних Сил України                                                                                          | 2024                   | посмертно                                                                           |
| 106. |         | Пасько Віталій Вікторович         | | 2024                   | посмертно                                                                           |
| 107. |         | Чочієв Денис Ігорович             | | 2024                   | посмертно                                                                           |
| 108. |         | Ломакін Роман Володимирович       | | 2024                   | посмертно                                                                           |
| 109. |         | Шуліпа Руслан Олександрович       | | 2024                   | посмертно                                                                           |
| 110. |         | Пилипченко Іван Іванович          | | 2024                   | посмертно                                                                           |
| 111. |         | Гурянов Павло Миколайович         | | 2024                   | посмертно                                                                           |
| 112. |         | Івашина Володимир Володимирович   | | 2024                   | посмертно                                                                           |
| 113. |         | Батрак Олексій Іванович           | | 2024                   | посмертно                                                                           |
| 114. |         | Мойсеєнко Андрій Олександрович    | | 2024                   | посмертно                                                                           |
| 115. |         | Матвієнко Сергій Володимирович    | | 2024                   | посмертно                                                                           |
| 116. |         | Шевченко Олександр Миколайович    | | 2024                   | посмертно                                                                           |
| 117. |         | Ільченко Микола Володимирович     | | 2024                   | посмертно                                                                           |
| 118. |         | Петренко Олег Миколайович         | | 2024                   | посмертно                                                                           |
| 119. |         | Слюсаренко Валерій Миколайович    | | 2024                   | посмертно                                                                           |
| 120. |         | Фурніченко Олег Васильович        | | 2024                   | посмертно                                                                           |
| 121. |         | Лісовенко Роман Володимирович     | | 2024                   | посмертно                                                                           |
| 122. |         | Шпак Олександр Анатолійович       | | 2024                   | посмертно                                                                           |
| 123. |         | Похилько Геннадій Миколайович     | | 2024                   | посмертно                                                                           |
| 124. |         | Соколов Віталій Миколайович       | | 2024                   | посмертно                                                                           |
| 125. |         | Гусаков Євген Володимирович       | | 2024                   | посмертно                                                                           |
| 126. |         | Радько Віктор Миколайович         | | 2024                   | посмертно                                                                           |
| 127. |         | Бондаренко Роман Віталійович      | | 2024                   | посмертно                                                                           |
| 128. |         | Поздєєв Михайло Борисович         | | 2024                   | посмертно                                                                           |
| 129. |         | Лебідь Андрій Олександрович       | | 2024                   | посмертно                                                                           |
| 130. |         | Прокопенко Роман Віталійович      | | 2024                   | посмертно                                                                           |
| 131. |         | Барадуля Михайло Олексійович      | | 2024                   | посмертно                                                                           |
| 132. |         | Сущенко Володимир Іванович        | | 2024                   | посмертно                                                                           |
| 133. |         | Сідякін Ігор Миколайович          | | 2024                   | посмертно                                                                           |
| 134. |         | Устименко Володимир Володимирович | | 2024                   | посмертно                                                                           |
| 135. |         | Олексенко Євген Петрович          | | 2024                   | посмертно                                                                           |
| 136. |         | Денисов Андрій Сергійович         | | 2024                   | посмертно                                                                           |
| 137. |         | Власенко Максим Дмитрович         | | 2024                   | посмертно                                                                           |
| 138. |         | Карпусь Роман Сергійович          | | 2024                   | посмертно                                                                           |
| 139. |         | Ковальов Микола Валентинович      | | 2024                   | посмертно                                                                           |
| 140. |         | Дудченко Микола Васильович        | | 2024                   | посмертно                                                                           |
| 141. |         | Лукяненко Олександр Олександрович | | 2024                   | посмертно                                                                           |
| 142. |         | Грінченко Дмитро Юрійович         | | 2024                   | посмертно                                                                           |
| 143. |         | Дорошенко Євген Вікторович        | | 2024                   | посмертно                                                                           |
| 144. |         | Ворона Володимир Михайлович       | | 2024                   | посмертно                                                                           |
| 145. |         | Мурашко Михайло Володимирович     | | 2024                   | посмертно                                                                           |
| 146. |         | Башкир Євгеній Сергійович         | | 2024                   | посмертно                                                                           |
| 147. |         | Суяров Євген Олександрович        | | 2024                   | посмертно                                                                           |
| 148. |         | Сидоренко Максим Сергійович       | | 2024                   | посмертно                                                                           |
| 149. |         | Маландій Ярослав Сергійович       | | 2024                   | посмертно                                                                           |
| 150. |         | Дзинзар Віктор Іванович           | | 2024                   | посмертно                                                                           |
| 151. |         | Абрамець Вадим Олександрович      | | 2024                   | посмертно                                                                           |
| 152. |         | Михайліченко Юрій Юрійович        | | 2024                   | посмертно                                                                           |
| 153. |         | Бражник Роман Миколайович         | | 2024                   | посмертно                                                                           |
| 154. |         | Захарук Іван Володимирович        | | 2024                   | посмертно                                                                           |
| 155. |         | Вінніченко Богдан Анатолійович    | | 2024                   | посмертно                                                                           |
| 156. |         | Чепіжний Денис Миколайович        | | 2024                   | посмертно                                                                           |
| 157. |         | Пушкар Юрій Володимирович         | | 2024                   | посмертно                                                                           |
| 158. |         | Бойко Роман Вікторович            | | 2024                   | посмертно                                                                           |
| 159. |         | Ткаченко Максим Валентинович      | | 2024                   | посмертно                                                                           |
| 160. |         | Козир Олексій Олександрович       | | 2024                   | посмертно                                                                           |
| 161. |         | Новохатський Микола Володимирович | | 2024                   | посмертно                                                                           |
| 162. |         | Майковський Олександр Васильович  | | 2024                   | посмертно                                                                           |
| 163. |         | Лисенко Роман Дмитрович           | | 2024                   | посмертно                                                                           |
| 164. |         | Долгов Дмитро Олександрович       | | 2024                   | посмертно                                                                           |
| 165. |         | Булава Едуард Олександрович       | | 2024                   | посмертно                                                                           |
| 166. |         | Кунець Роман Миколайович          | | 2024                   | посмертно                                                                           |
| 167. |         | Тригуб Денис Станіславович        | | 2024                   | посмертно                                                                           |
| 168. |         | Прокопенко Василь Володимирович   | | 2024                   | посмертно                                                                           |
| 169. |         | Бабенко Артем Миколайович         | | 2024                   | посмертно                                                                           |
| 170. |         | Ласуков Сергій Олександрович      | | 2024                   | посмертно                                                                           |
| 171. |         | Доценко Павло Петрович            | | 2024                   | посмертно                                                                           |
| 172. |         | Тітов Руслан Валеріанович         | | 2024                   | посмертно                                                                           |
| 173. |         | Мірошниченко Сергій Володимирович | | 2024                   | посмертно                                                                           |
| 174. |         | Остапенко Вадим Владиславович     | | 2024                   | посмертно                                                                           |
| 175. |         | Дяченко Сергій Романович          | | 2024                   | посмертно                                                                           |
| 176. |         | Пишний Антон Ігорович             | | 2024                   | посмертно                                                                           |
| 177. |         | Лиховоз Володимир Володимирович   | | 2024                   | посмертно                                                                           |
| 178. |         | Гула Олексій Олександрович        | | 2024                   | посмертно                                                                           |
| 179. |         | Єременко Дмитро Сергійович        | | 2024                   | посмертно                                                                           |
| 180. |         | Савченко Денис Сергійович         | | 2024                   | посмертно                                                                           |
| 181. |         | Мєлєхін Ігор Олександрович        | | 2024                   | посмертно                                                                           |
| 182. |         | Ковтун Тарас Вікторович           | | 2024                   | посмертно                                                                           |
| 183. |         | Литюга Андрій Анатолійович        | | 2024                   | посмертно                                                                           |
| 184. |         | Баришок Богдан Вячеславович       | | 2024                   | посмертно                                                                           |
| 185. |         | Баличев Денис Сергійович          | | 2024                   | посмертно                                                                           |
| 186. |         | Майсун Павло Костянтинович        | | 2024                   | посмертно                                                                           |
| 187. |         | Попович Олексій Анатолійович      | | 2024                   | посмертно                                                                           |
| 188. |         | Федько Андрій Іванович            | | 2024                   | посмертно                                                                           |
| 189. |         | Новик Оксана Володимирівна        | | 2024                   | посмертно                                                                           |
| 190. |         | Поладич Ігор Олександрович        | | 2024                   | посмертно                                                                           |
| 191. |         | Мірошніченко Олексій Сергійович   | | 2024                   | посмертно                                                                           |
| 192. |         | Соколов Сергій Миколайович        | | 2024                   | посмертно                                                                           |
| 193. |         | Ковінько Павло Михайлович         | | 2024                   | посмертно                                                                           |
| 194. |         | Колінько Сергій Васильович        | | 2024                   | посмертно                                                                           |
| 195. |         | Костенко Віталій Вікторович       | | 2024                   | посмертно                                                                           |
| 196. |         | Богачов Дмитро Іванович           | | 2024                   | посмертно                                                                           |
| 197. |         | Жук Андрій Ігорович               | | 2024                   | посмертно                                                                           |
| 198. |         | Каблюк Юрій Анатолійович          | | 2024                   | посмертно                                                                           |
| 199. |         | Нетленний Сергій Володимирович    | | 2024                   | посмертно                                                                           |
| 200. |         | Краплич Степан Ігорович           | | 2024                   | посмертно                                                                           |
| 201. |         | Медяник Сергій Сергійович         | | 2024                   | посмертно                                                                           |
| 202. |         | Муха Олександр Анатолійович       | | 2024                   | посмертно                                                                           |
| 203. |         | Демченко Ігор Григорович          | | 2024                   | посмертно                                                                           |
| 204. |         | Ігнатьєв Георгій Олегович         | | 2024                   | посмертно                                                                           |
| 205. |         | Безкоровайний Дмитро Вікторович   | | 2024                   | посмертно                                                                           |
| 206. |         | Болобан Олександр Іванович        | | 2024                   | посмертно                                                                           |
| 207. |         | Мирошниченко Сергій Миколайович   | | 2024                   | посмертно                                                                           |
| 208. |         | Костенко Євген Григорович         | | 2024                   | посмертно                                                                           |
| 209. |         | Макаєва Світлана Миколаївна       | | 2025                   |                                                                                     |
| 210. |         | Міхлін Максим Михайлович          | | 2025                   | посмертно                                                                           |
| 211. |         | Чевгуз Максим Іванович            | | 2025                   | посмертно                                                                           |
| 212. |         | Галішак Микола Степанович         | | 2025                   | посмертно                                                                           |
| 213. |         | Чернов Микола Миколайович         | | 2025                   | посмертно                                                                           |
| 214. |         | Захаров Андрій Олексійович        | | 2025                   | посмертно                                                                           |
| 215. |         | Лелюху Олександр Якович           | | 2025                   | посмертно                                                                           |
| 216. |         | Коваль Сергій Володимирович       | | 2025                   | посмертно                                                                           |
| 217. |         | Бессараб Павло Павлович           | | 2025                   | посмертно                                                                           |
| 218. |         | Найкус Олександр Васильович       | | 2025                   | посмертно                                                                           |
| 219. |         | Морозов Юрій Геннадійович         | | 2025                   | посмертно                                                                           |
| 219. |         | Морозов Юрій Геннадійович         | | 2025                   | посмертно                                                                           |
| 220. |         | Богатиренко Владислав Миколайович | | 2025                   | посмертно                                                                           |